# Кобзар (шрифт)
Kobzar KS (або KobzarKS) — безкоштовний рукописний шрифт, створений на основі почерку Тараса Шевченка.
Проєкт групи українських шрифтових дизайнерів було ініційовано оператором зв'язку «Київстар» за підтримки Міністерства культури України і Національного музея Тараса Шевченка. Основою для створення шрифту стало факсимільне видання рукописної збірки творів «Три літа», що зберігається в архівах Інституту літератури ім. Т. Г. Шевченка. Шрифт створено для відзначення 200-річчя з дня народження поета і презентовано у вересні 2014-го.
Шрифт придатний для набору близько сотнею мов кирилічного та латинського письма, має кілька наборів цифр, пунктуаційні та математичні знаки і дроби. Наявність ліґатур та орнаментів, а також кількох форм для більшости літер створює ефект живого рукопису.
Станом на 2024, офіційний сайт не працює.